# Germ (Hautes-Pyrénées)
Germ ist eine französische Gemeinde mit 33 Einwohnern (Stand 1. Januar 2022) im Département Hautes-Pyrénées in der Region Okzitanien. Sie gehört zum Arrondissement Bagnères-de-Bigorre und zum Kanton Neste, Aure et Louron.

## Geographie
Die Gemeinde liegt in der historischen Provinz Bigorre, in der Landschaft Pays d’Aure. Die Gemeinde grenzt im Osten an das Département Haute-Garonne.
Nachbargemeinden sind Loudervielle im Norden, Garin im Nordosten, Gouaux-de-Larboust im Westen, sowie Loudenvielle im Süden und Westen.
Der Gemeindehauptort liegt an der rechten Flanke des Vallée du Louron genannten Tales über dem Fluss Neste du Louron, der am Talgrund durch Bordères-Louron verläuft. Der Großteil des Gemeindegebietes stellt überwiegend unwegsames Bergland in Höhenlagen und Wald bis an die 2000 Meter dar. Da dies kaum besiedelt ist, ergibt sich in Summe eine äußerst geringe Bevölkerungsdichte.

## Bevölkerungsentwicklung
Die Entwicklung der Einwohnerzahl ist durch Volkszählungen, die seit 1793 durchgeführt werden, bekannt. Im 21. Jahrhundert werden in Gemeinden mit weniger als 10.000 Einwohnern alle fünf Jahre Volkszählungen durchgeführt, in größeren Städten jedes Jahr.
| Jahr      | 1962 | 1968 | 1975 | 1982 | 1990 | 1999 | 2006 | 2017 |
| --------- | ---- | ---- | ---- | ---- | ---- | ---- | ---- | ---- |
| Einwohner | 41   | 44   | 44   | 42   | 31   | 25   | 36   | 36   |

## Namensherkunft
In der okzitanischen Sprache stand gèrm für eine im Mittelalter gerodete Waldfläche, die zur Erweiterung der Dorffläche diente.
Die jungen Familien lebten dort alleine und passten auf die Tierherden auf, während die Älteren wieder im Dorf lebten.

## Sehenswürdigkeiten
Die Gemeinde verfügt über mehrere Kulturdenkmäler, die als Monument historique eingestuft sind.
- Église paroissiale de-l'Invention-de-Saint-Etienne (deutsche Übersetzung: Pfarrkirche Stephani-Auffindung): Kirchenbau aus dem 16. Jahrhundert mit einem bemerkenswerten Portal
- Kapelle Notre-Dame-des-Sept-Douleurs (deutsche Übersetzung: Kapelle der sieben Schmerzen Mariens/Zur schmerzhaften Mutter)

Im Gemeindegebiet befindet sich das Skigebiet Peyragudes.
Durch das Gemeindegebiet verläuft auch der GR 10 des GR-Fernwanderwegenetzes.